# Bob Twiggs
Bob Twiggs   (Blackfoot, 27 de novembre de 1935) és un professor emèrit per la universitat Stanford, fou co-inventor, juntament amb el professor Jordi Puig-Suari de la California Polytechnic State University, del concepte CubeSat per a dissenys de satèl·lits miniaturitzats el qual es convertí en un estàndard industrial per al disseny i desenvolupament de Satèl·lits miniaturitzats.

## Carrera
L'any 2009, Bob Twiggs fou elegit professor a la Morehead State University per tal de potenciar l'estàndard "Cub de butxaca" i per ajudar a desenvolupar l'economia basada en l'espai en l'estat de Kentucky.

## CubeSat
El disseny de referència CubeSat fou proposat pels professors Jordi Puig-Suari d'Universitat Politècnica de l'Estat de Califòrnia i Bob Twiggs de la Universitat Stanford en 1999. L'objectiu era permetre als estudiants universitaris poder dissenyar, construir, provar i operar en l'espai un satèl·lit artificial amb capacitats similars a les del Spútnik 1.